# Tethocyathus virgatus
Espèce
Statut CITES
Tethocyathus virgatus est une espèce de coraux appartenant à la famille des Caryophylliidae.